# Mazda 787B
O Mazda 787B é um protótipo de corrida da Mazda que possui uma velocidade máxima de 358 km/h, partindo dos 0-100 km/h em 3 segundos. Possui 700 CV, 9000 rpm e pesa 830 kg. Foi o primeiro e único veículo de corrida a vencer as 24 Horas de Le Mans utilizando um motor rotativo Wankel, no ano de 1991, era também o único carro japonês a vencer esta prova, até a Toyota ganhar a edição de 2018 com o Toyota TS050 . 

## Desenvolvimento
O desenho inicial do 787B foi uma evolução do modelo 767, 767B, 254i. que haviam sido usados pela Mazda em 1984, 1988 e 1989. Houve uma evolução no motor Wankel a partir da engenharia dos modelos anteriores de competição . Muitos elementos da mecânica do 767 foram utilizados, por Nigel Stroud, para o 787, mas com notáveis exceções. A principal foi no motor do 767 que era um Wankel rotativo 13J, este foi substituído por um R26B. O R26B possuía alguns elementos muito parecidos aos do 13J, tais como layout e deslocamento, porém novos elementos como o coletor de admissão continuamente variável e três velas por Rotor ao invés de duas. Isso lhe concedeu uma potência máxima de 900 Hp (670 kW) que foi limitado para 700 HP durante corridas extremamente longas. A caixa de velocidades de 5 marchas da Porsche foi retida. Outras modificações em relação ao desenho do 787 incluem a relocalização dos radiadores que inicialmente localizavam-se ao lado do cockpit no 767, e passaram a ser integrados na ponta frontal do 787.
A tecnologia Wankel de motores adotado pela Mazda em suas inúmeras participações em Le Mans e utilizado no 787B seria banido das competições em 1992 por conta do encerramento do período de transição, iniciado antes de 1991, do conjunto de regras de motor  do Grupo C de Le Mans/World Sportscar Championship para 3,5L normalmente aspirados. Isso levou ao interesse de inúmeros fabricantes em explorar o novo regulamento entre eles Mercedes-Benz . Logo, o motor Wankel nunca foi efetivamente banido da participação na prova francesa de Le Mans, mas apenas das categorias C1 e C2 em face do encerramento do período de transição do regulamento para a nova era de motores 3,5 L. A montadora japonesa, em realidade, recebeu um aval favorável de todas as fabricantes para competir na prova de 1991. A Oreca e o consultor da equipe Jacky Ickx conseguiram persuadir a FISA de que os 787 deveriam poder correr com menos peso do que seus concorrentes, levando a FISA a permitir que a equipe rodasse os carros com 830 kg (1.830 lb) em vez dos 1.000 kg padrão ( 2.205 lb) necessários para a classe C2. 